# Adrift (film 1911)
Adrift è un cortometraggio muto del 1911 diretto da Lucius Henderson, qui alla sua seconda regia.

## Produzione
Il film fu prodotto dalla Thanhouser Film Corporation.

## Distribuzione
Distribuito dalla Motion Picture Distributors and Sales Company, il film - un cortometraggio in una bobina - uscì nelle sale cinematografiche statunitensi il 3 febbraio 1911.